# Alapaʻi Veliki
Alapaʻi (Alapaʻi Nui =  „Alapaʻi Veliki”), poznat i kao Alapaʻi I., bio je havajski poglavica. Premda je bio uzurpator, Alapaʻi je bio dobar vladar,unatoč priči prema kojoj je
Alapaʻi bio odgovoran za smrt poglavice Keōue.
Alapaʻi je bio sin poglavice Kauaua-a-Mahija i poglavarice Kalanikauleleiaiwi te brat plemića Haae-a-Mahija. Vladar Alapaʻijeva otoka bio je „kralj” Keaweikekahialiʻiokamoku. Alapaʻi je vladao kao poglavica mjesta Kohale.
Nakon smrti svog poluujaka Keaweikekahialiʻiokamokua te rata između Kalanikeʻeaumokua i Kalaninuiamamaa, Alapaʻi je uzurpirao „tron”. Rat je nastavljen između Velikoga otoka i Mauija dok je stari Kekaulike vladao. Alapaʻijeva nećakinja, Kekuʻiapoiwa II., bila je majka Kamehamehe I., kojeg je Alapaʻi htio ubiti, no dijete je spašeno te se Alapaʻi pomirio s dječakom, koji je odgojen na dvoru.
Alapaʻi i njegova supruga Keaka bili su roditelji poglavice Keaweʻōpale. Gospa Kamakaimoku i Alapaʻi dobili su kćer, Manono I., dok je Alapaʻiju žena Kamaua rodila kćer, Kauwa‘u i sina, Mahuiu. Kauwa‘a je bila majka Julije Alapaʻi. Alapaʻi se oženio Umiaemoku te je par dobio dijete. Duke Kahanamoku bio je Alapaʻijev potomak.
- Julia Alapaʻi Kauwaʻa
- Duke Kahanamoku

Nakon Alapaʻijeve smrti, Keaweʻōpala je zavladao.